# بوگدانوو (استان اوپوله)
بوگدانوو (به لهستانی: Bogdanów) یک منطقهٔ مسکونی در لهستان است که در گمینا گرودکوو واقع شده‌است.